# Emil Alm
Johan Emil Alm, född 18 oktober 1878 i Boden, död 21 juli 1963 i Kungsholms församling, Stockholm, var en svensk elektroingenjör.

## Biografi
Alm avlade mogenhetsexamen i Luleå 1897 och utexaminerades 1902 från Kungliga Tekniska högskolans avdelning för elektroteknik, innehade anställning vid Asea i Västerås 1903–1910, var byråingenjör vid Stockholms elektricitetsverk 1910–1917, assistent i teoretisk elektroteknik vid Kungliga Tekniska högskolan 1911–1913, t.f. professor i elektromaskinlära där 1916 och ordinarie professor i detta ämne där 1917.
Vid sidan av sitt lärarkall utövade Alm en betydande konsulterande verksamhet. Han var ledamot av kommittén för Statens Järnvägars elektrifiering 1919–1920, sakkunnig vid tillsättning av professurer i elektromaskinlära vid Chalmers tekniska institut och Norges tekniske høiskole, examensombud vid de tekniska gymnasierna från 1925 och ledamot av kommittén för institutet för högspänningsforskning 1932. Han invaldes som ledamot av Kungliga Ingenjörsvetenskapsakademien 1928.
Alm publicerat ett avsevärt antal bemärkta teoretiska såväl som praktisk-teoretiska artiklar rörande elektromaskinläran i svenska och utländska tidskrifter, varibland märks bland annat Några synpunkter vid beräkning af transformatorer, Kortslutningskraften vid växelströmstransformatorer och Protection of Transmissions systems. Han utgav även Kommuteringen hos likströmsmaskiner (i "Tekniskt bibliotek" XXXI, 1921) och Elektromaskinlära (I, 1926; IIA, 1927; IIB, 1931).
Emil Alm är begravd på Norra begravningsplatsen utanför Stockholm.